# Zetzwil
Zetzwil é uma comuna da Suíça, no Cantão Argóvia, com cerca de 1.225 habitantes. Estende-se por uma área de 5,81 km², de densidade populacional de 211 hab/km². Confina com as seguintes comunas: Birrwil, Dürrenäsch, Gontenschwil, Leimbach, Leutwil, Oberkulm, Reinach.
A língua oficial nesta comuna é o Alemão.